# Anton Kobjalko
Anton Igorevič Kobjalko (in russo Антон Игоревич Кобялко?; Barnaul, 14 maggio 1986) è un calciatore russo, attaccante del Sibir'.

## Palmarès

### Club

#### Competizioni nazionali
- PFN Ligi: 2

Ural: 2012-2013
Gazovik Orenburg: 2015-2016
- Campionato armeno: 2

Ararat-Armenia: 2018-2019, 2019-2020
- Supercoppa d'Armenia: 1

Ararat-Armenia: 2019

### Individuale
- Capocannoniere della Coppa d'Armenia: 1

2018-2019 (6 reti)